# Pipa, sexul și omleta
Pipa, sexul și omleta este un film românesc din 2017 regizat de Ana-Maria Comănescu. Rolurile principale au fost interpretate de actorii Ioan Coman, Lucian Ifrim.

## Distribuție
Distribuția filmului este alcătuită din:
- Mihaela Sîrbu — Maria
- Daniela Nane — Claudia
- Ioan Coman — Victor
- Lucian Ifrim — Filip